# Ebon Strandin
Ebon Theodora Vilhelmina Strandin, senare Strandin-Huldt; även känd som Ebon André, född den 26 april 1894 i Stockholm, död där den 4 maj 1977, var en svensk dansös och skådespelerska.

## Biografi
Strandin var dotter till skräddarmästaren Per Strandin och Maria Dafgård. Hon blev antagen som danselev vid Kungliga Teatern 1901 och anställdes senare i Operabaletten, där hon blev figurantska 1910. Efterhand fick hon större uppgifter och utnämndes till sekonddansös 1913 och premiärdansös 1915. Utöver i Sverige framträdde hon även i de andra nordiska länderna samt i Paris, London och USA. Till hennes roller hörde bland annat Zobeide i Scheherazade, Fenella i Den stumma från Portici, Blondelaine i Scaramouche, Colombina i Karneval och Roschana i Oberon.
Ebon Strandin sjöng också och gjorde Carmen 1922, och medverkade i några svenska stumfilmer och spelade bland annat Ulla Winblad i Bellmanfilmen Två konungar (1925). 1930 gifte hon sig med direktör Kristoffer Huldt. Också Strandins äldre syster Victoria Strandin var premiärdansös.

## Verk

### Filmografi
- 1919 – Jefthas dotter
- 1921 – Blad ur Satans bok
- 1922 (?) - Tagning Svenska Baletten 1920-tal
- 1923 – Andersson, Pettersson och Lundström
- 1925 – Två konungar

### Teater

#### Koreografi
| År   | Produktion | Upphovsmän                             | Regi             | Teater                   |
| ---- | ---------- | -------------------------------------- | ---------------- | ------------------------ |
| 1924 | Salome     | Oscar Wilde Översättning Edvard Alkman | Torsten Hammarén | Helsingborgs stadsteater |

## Galleri

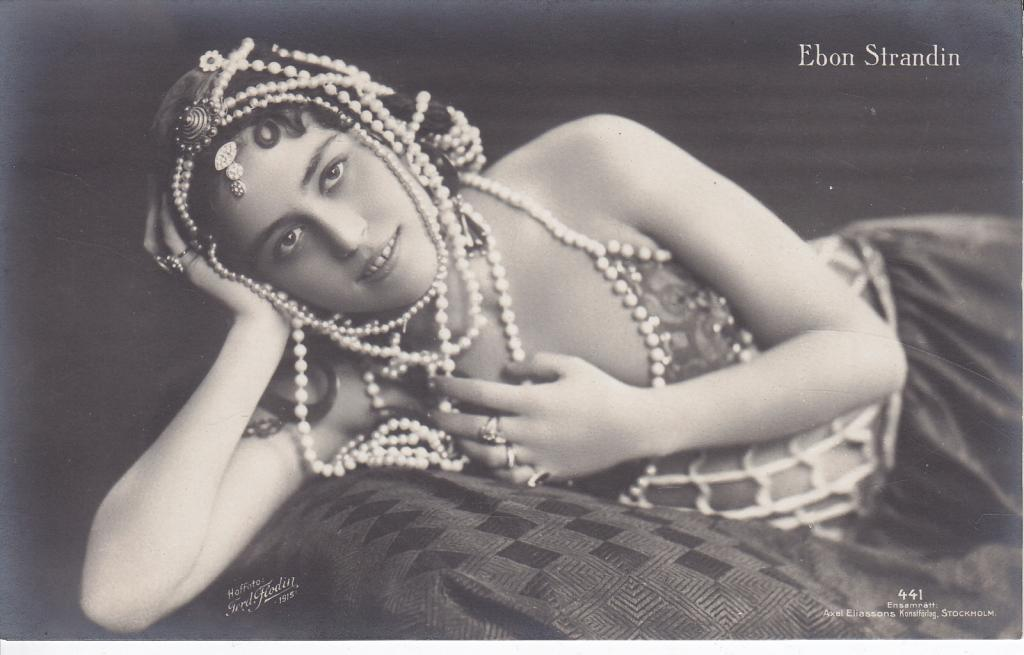
Ebon Strandin 1915.
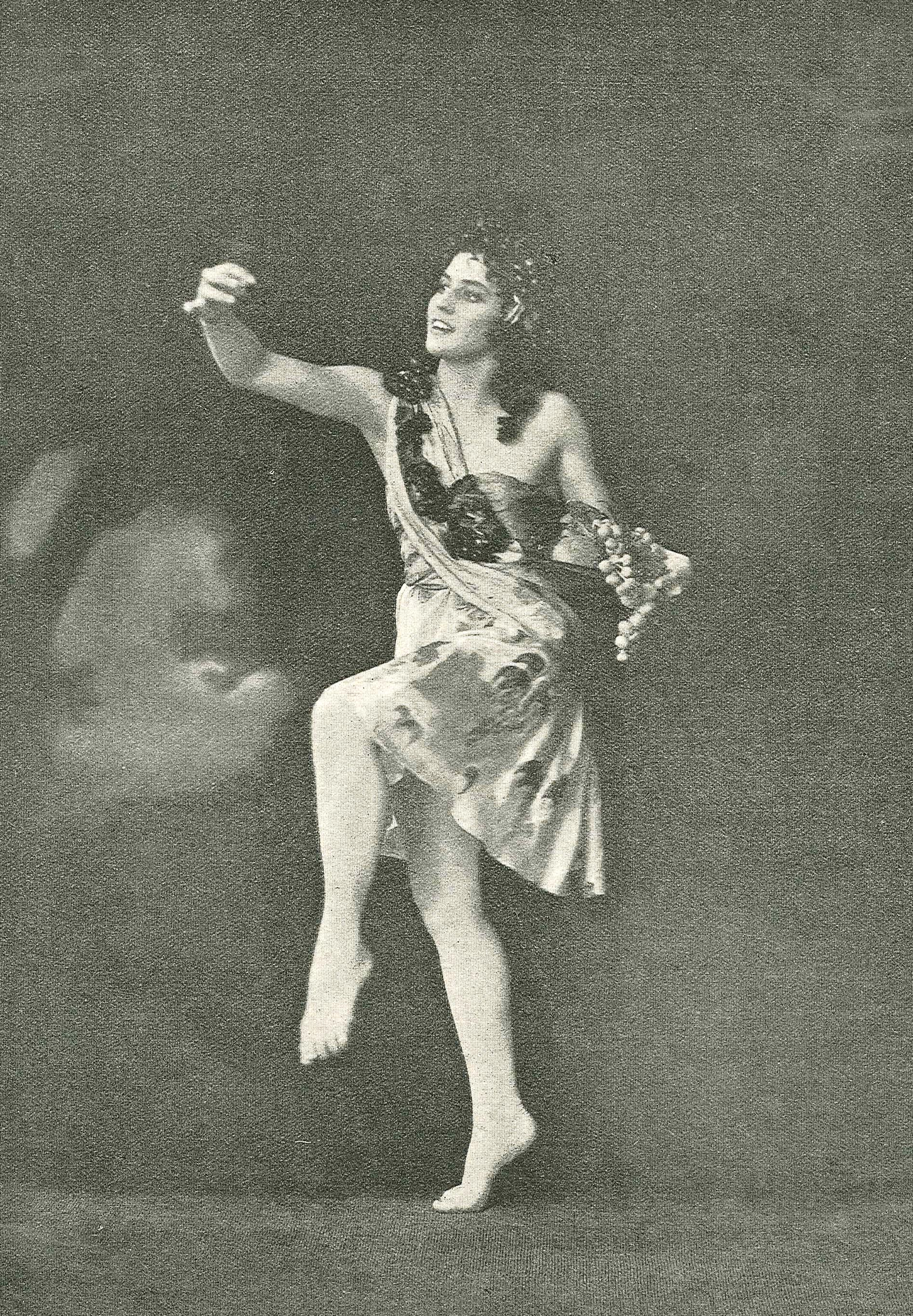
Strandin dansar De fem sinnena med Kungliga Baletten.
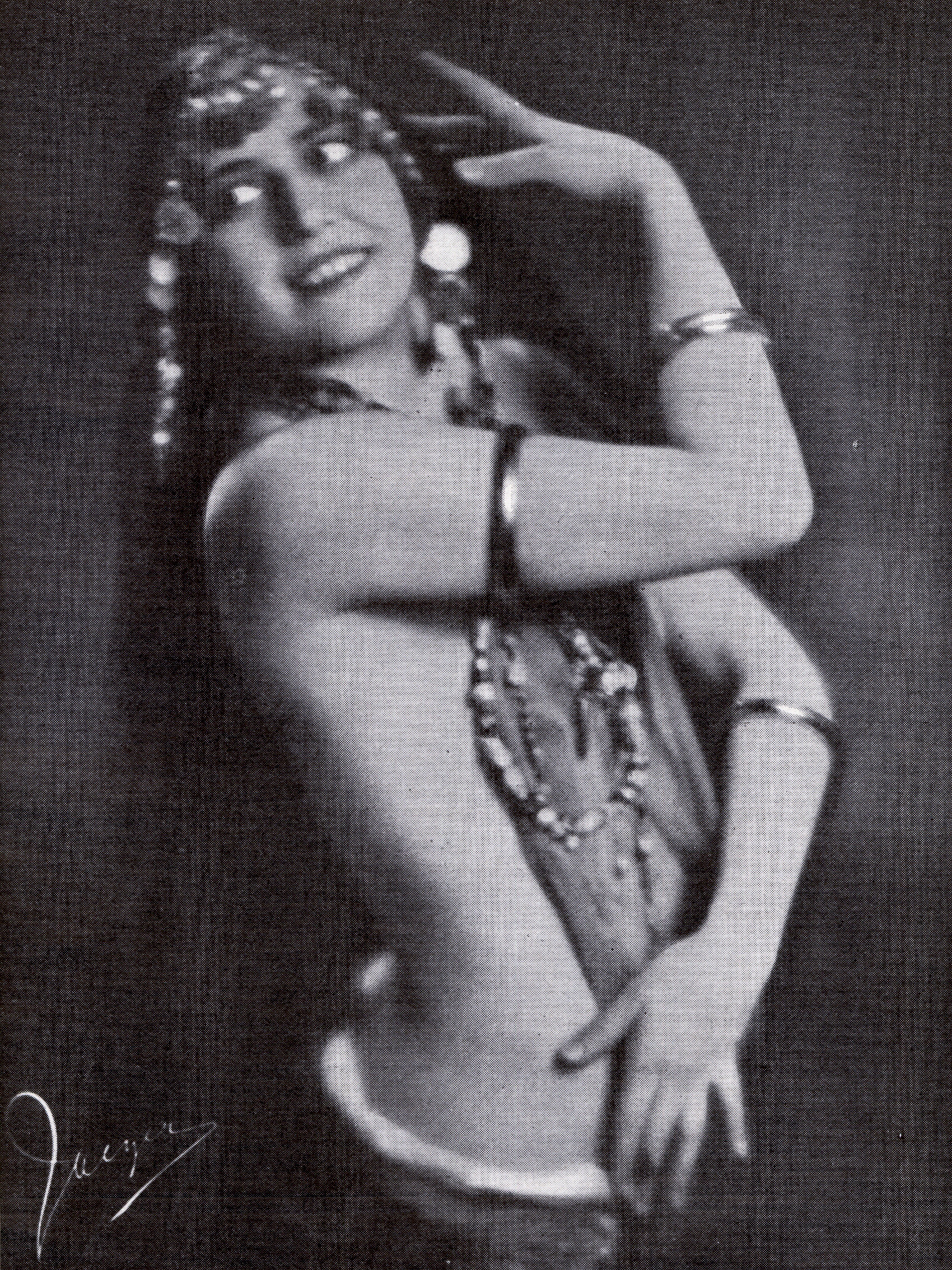
Strandin som Anitra i Peer Gynt. Foto i Scenen 1927.